# 溫加里亞斯卡山
48°17′2.4″N 24°7′6.1″E / 48.284000°N 24.118361°E
溫加里亞斯卡山是烏克蘭的山峰，位於該國西部外喀爾巴阡州，屬於烏克蘭喀爾巴阡山脈中斯維多韋茨山脈的一部分，海拔高度1,707米。